# Crossocheilus gnathopogon
Crossocheilus gnathopogon är en fiskart som beskrevs av Weber och De Beaufort, 1916. Crossocheilus gnathopogon ingår i släktet Crossocheilus och familjen karpfiskar. Inga underarter finns listade i Catalogue of Life.